# قوات الشعب المسلح
قوات الشعب المسلح' هي التعبير الرسمي عن فلسفة "الشعب المسلح" التي انتهجها نظام معمر القذافي في ليبيا، عوضًا عن الجيش النظامي، بهدف تسليح وتعبئة المواطنين للدفاع الأمة.

## الخلفية
ظهر هذا المفهوم في "الكتاب الأخضر" عام 1975، حيث دعا القذافي إلى أن يكون كل مواطن جنديًا، مسلحًا ومدربًا، بدلًا من الاعتماد على جيش مركزي. بدأت هذه السياسة تُنفذ فعليًا مع إعلان سلطة الشعب عام 1977، ونتج عنها تشكيلات مدنية مسلحة ومراكز تدريب منتشرة.

## التنظيم والدور
عملت القوات عبر:
- تشكيلات شعبية شبه عسكرية موزعة في المدن.
- اللجان الثورية والشعبية التي تولت التدريب والإشراف.
- مراكز للتدريب العسكري المدني تضم الشباب والطلاب.[4]

## حجم القوات
قدّرت مصادر مثل "Military Balance" 1987–1988 تعداد المسلحين الشعبيين بعشرات الألوف، إلى حوالى 1–1.8 مليون شخص في أوج التنظيم.

## الزوال
تلاشت قوات الشعب المسلح عمليًا بعد انهيار نظام القذافي في 2011، حين تفككت بنيتها، وتحولت بعض الأسلحة والتدريبات إلى تشكيلات محلية أو ميليشيات مختلفة.